# Birdlife International
BirdLife International är ett globalt samarbetsorgan grundat 1922, (1993 i sin nuvarande form) för skydd och bevarande av fåglar, deras biotoper och global biologisk mångfald. Organisationen arbetar globalt och regionalt för ett hållbart brukande av naturresurser. Samarbetet har över 2,5 miljoner medlemmar och har partnerorganisationer i fler än 100 länder. Viktiga samarbetspartners är brittiska Royal Society for the Protection of Birds, Wild Bird Society of Japan, och amerikanska National Audubon Society. Gruppens huvudkvarter ligger i Cambridge, Storbritannien. 
Organisationens mål är att förebygga utrotandet av fågelarter, hitta och skydda viktiga fågellokaler, upprätthålla och restaurera viktiga fågelhabitat samt att bemyndiga miljövårdare världen över. BirdLife International har en lista på 7 500 viktiga fågelområden (IBA Important Bird Areas) och hanterar mer än en miljon hektar naturområden. Tillsammans med IUCN har BirdLife International hittills listat mer än 1 300 fågelarter som riskerar att utrotas, ungefär 13% av världens fåglar, och har utvecklat separata bevarandestrategier för dessa. 
Den svenska grenen av Birdlife International heter BirdLife Sverige. 
Organisationen ger ut tidskriften Birdlife: The Magazine, som både finns i print och digitalt.